# 肯尼迪纪念馆
肯尼迪纪念馆（希伯来语：יד קנדי‬，Yad Kennedy）位于以色列耶路撒冷附近（距离市中心11公里处），位于海拔825米的山顶，是为纪念在1963年被刺的美国第35届总统约翰·肯尼迪而建。它高18米，形如砍伐的树桩，象征寿命减短。 内部是肯尼迪铜像，周围环以51根柱子，象征美国的50个州以及首都华盛顿哥伦比亚特区。纪念馆建于1966年，由美国犹太人社区捐赠资金。

## 外部连结
- YouTube video from 1966 newsreel, part 1 （页面存档备份，存于）
- YouTube video from 1966 newsreel, part 2 （页面存档备份，存于）
- Photograph of plaque at tree planted by Jacquelin Kennedy[]